# Casbia acrocosma
Casbia acrocosma är en fjärilsart som beskrevs av Turner 1904. Casbia acrocosma ingår i släktet Casbia och familjen mätare. Inga underarter finns listade i Catalogue of Life.